# Нова Ювала
Нова Ювала́ (рос. Новая Ювала) — присілок у складі Кожевниковського району Томської області, Росія. Входить до складу Староювалинського сільського поселення.

## Населення
Населення — 222 особи (2010; 228 у 2002).
Національний склад (станом на 2002 рік):
- росіяни — 90 %